# Sommer-Paralympics 2008/Teilnehmer (Türkei)
| stlisierte Goldmedaille | stlisierte Silbermedaille | stlisierte Bronzemedaille |
| ----------------------- | ------------------------- | ------------------------- |
| 1                       | —                         | 1                         |

Die Türkei nahm mit 16 Sportlern an den Sommer-Paralympics 2008 im chinesischen Peking teil.
Fahnenträger bei der Eröffnungsfeier war der Sportschütze Korhan Yamac, erfolgreichste Athletin der Mannschaft die Bogenschützin Gizem Girismen, die eine Goldmedaille gewinnen konnte.

## Teilnehmer nach Sportarten

### Bogenschießen
Frauen
- Gizem Girismen, 1×  (Recurve, Klasse W1/W2)
- Hanife Özturk
- Gulbin Su

Männer
- Mustafa Demir
- Özgur Özen

### Judo
Frauen
- Duygu Cete

### Leichtathletik
Männer
- Kemal Özdemir

### Powerlifting (Bankdrücken)
Frauen
- Nazmiye Muslu

Männer
- Turan Mutlu
- Levent Tutgun

### Rollstuhltennis
Männer
- M. Kemal Okur

### Schießen
Frauen 
- Aysel Özgan
- Suzan Tekin

Männer
- Cevat Karagol
- M. Korhan Yamac

### Tischtennis
Frauen
- Neslihan Kavas, 1×  (Einzel, Klasse 9)